# Agrotis catenuloides
Agrotis catenuloides là một loài bướm đêm trong họ Noctuidae.